# Giovanni Antonio Campostrini
Giovanni Antonio Campostrini (Verona, 25 aprile 1862 – San Pietro in Cariano, 6 novembre 1927) è stato un ingegnere e politico italiano attivo nell’area veronese, specializzato in costruzioni idriche, fu il capo progetto della costruzione della ferrovia Verona Caprino.
Si laureò al politecnico di Torino in ingegneria a ventitré anni. Si dedicò al miglioramento e allo sviluppo delle sue proprietà agricole in Valpolicella in particolare per quanto concerne alcune opere idrauliche. Ricoprì numerose cariche pubbliche e private.
Il 3 novembre 1920 assunse la carica di senatore del Regno d'Italia.
Il 6 novembre 1927 si suicidò con l'Arsenico nella sua villa Santa Sofia a Pedemonte (frazione di  San Pietro in Cariano). A Pedemonte gli è stata dedicata una via.